# توملاجیک (بایبورد)
توملاجیک {{ترکی|Tomlacık) (به کردی: Tomleciq) یک منطقهٔ مسکونی در ترکیه است که در بایبورد واقع شده‌است. توملاجیک ۱۴۴ نفر جمعیت دارد.